# Сказ о Петре и Февронии (мультфильм)
«Сказ о Петре и Февронии» — российский полнометражный анимационный фильм, который создал режиссёр Юрий Кулаков. Премьера фильма состоялась 6 июля 2017 года перед праздником День семьи, любви и верности. Его телевизионная премьера состоялась 8 июля 2018 года на «Первом канале».

## Сюжет
Сюжет фильма основан на истории Петра и Февронии.
XIII век. Злодей захватил власть в Муромском княжестве. Только отважный воин Пётр выходит на бой со злодеем и побеждает его. Но ядовитая кровь колдуна отравляет спасителя княжества. Целительница Феврония готова применить свой дар, чтобы спасти Петра. Между молодыми людьми вспыхивает настоящее чистое чувство, которое им предстоит сохранить, несмотря на множество препятствий.

## Озвучивание
- Владислав Юдин — Пётр, князь
- Юлия Горохова — Феврония, княгиня
- Иван Охлобыстин — заяц
- Виктор Вержбицкий — Змей поганый
- Константин Карасик — Фома, друг Петра
- Вадим Медведев — Павел, князь
- Диомид Виноградов — Лука
- Сергей Усков — Воевода Влас
- Арзу Сулейманова — Анна, княгиня
- Анастасия Лапина — Ираида, помощница Змея поганого
- Владимир Антоник — Старец
- Варвара Чабан — Дуняша
- Степан Студилов — мальчик
- Алексей Черных — Старичок
- Алексей Войтюк — Купец
- Прохор Чеховской — Бурундук

## Создатели
| Продюсер                 | Юрий Рязанов                                                                                          |
| Авторы сценария          | Юрий Кулаков при участии Юрия Рязанова, Михаила Бобровника, Осканы Тарабановой, Екатерины Полосухиной |
| Художник-постановщик     | Виктор Чугуевский                                                                                     |
| Режиссёр-постановщик     | Юрий Кулаков                                                                                          |
| Исполнительные продюсеры | Константин Щёкин, Сергей Егошин                                                                       |
| Линейный продюсер        | Элла Рязанова                                                                                         |
| Композитор               | Виктор Чайка                                                                                          |

## Производство
Фильм создавался в течение семи лет по технологии рисованной анимации (каждый кадр прорисовывался художниками отдельно). Бюджет составил 5 млн долларов.

Честь и хвала Юрию Кулакову и всей команде художников, что они не успокаивались и пробовали создать всё новые и новые изображения героев. Если образ Петра был найден достаточно быстро, то поиск образа Февронии занял почти 4 года.— Юрий Рязанов
В мультфильме также звучит песня в исполнении Валерии — «История любви». Музыку к фильму написал композитор Виктор Чайка.

## Рецензии
Денис Ступников, обозреватель информационного портала InterMedia, поставил мультфильму 4 звезды из пяти возможных. Рецензиат отмечает, что режиссёры, взяв за основу «Повесть о Петре и Февронии», сумели настроить её на детскую аудиторию, убрав «коллизии, связанные со смертью четы», а также были «сглажены некоторые излишне прагматичные мотивы». Ступников считает, что «удачно детализирована роль Зайца», который стал не просто символом семьи, но и бесстрашным помощником Февроньи. Самое главное, по мнению рецензиата, что режиссёрам удалась пропаганда семейных ценностей.
Интернет-портал Film.ru поставил мультфильму оценку 6 из 10. Обозреватель считает, что режиссёры побоялись сильно изменить сюжет повести на современный лад, отчего история Петра и Февронии выглядит «половинчато, неуклюже и невнятно для тех, кто хотел бы вынести из „Сказа“ моральный урок». По мнению рецензиата, фильм «пропитан православным пафосом».
Вера Алёнушкина, рецензиат сайта КиноАфиша, считает, что фильм делался «без желания „попасть в модный тренд“, „понравиться публике“». По мнению обозревателя, «получился очень милый и очень добрый мультфильм». Однако, по словам Алёнушкиной, у фильма есть «проблемы», которые создали сами себе авторы, потому что перед ними стояла задача «не оскорбить святых», но в то же время «создать интересное, динамичное и современное зрелище», в итоге «Сказ» превратился в сказку, но сохранив элементы жития. Также «проблемным» стало музыкальное сопровождение мультфильма, которое «хорошо по отдельности, но вместе никак не вяжется». Как показалось обозревателю, тема любви была практически не раскрыта, лишь к концу фильма «любовь-верность творит чудеса».

## Фестивали и премии
- 2017 — По мнению малого детского жюри «Артека», мультфильм был назван одним из лучших анимационных фильмов фестиваля «Алые паруса»[12].
- 2017 — Специальный приз Международного кинофестиваля «Лучезарный ангел».
- 2018 — «Сказ о Петре и Февронии» — номинант премии «Золотой орёл» в категории «Лучший анимационный фильм»[13].